# Sedum macdonaldii
Sedum macdonaldii är en fetbladsväxtart som beskrevs av Guy L. Nesom. Sedum macdonaldii ingår i Fetknoppssläktet som ingår i familjen fetbladsväxter. Inga underarter finns listade i Catalogue of Life.